# Doãn Thiên Chiếu
Doãn Thiên Chiếu (tiếng Trung: 尹天照, tên tiếng Anh: Eric) là một diễn viên Hồng Kông. Năm 1984, anh tốt nghiệp kỳ thứ hai lớp huấn luyện diễn viên tại Á châu.

## Các phim đã đóng
- Tinh võ môn(1995);
- Thiên tầm kỳ biến;
- Khử tà diệt ma 1,2,3;
- Bách biến hồ ly;
- Rồng đổi màu;
- Kiếm thần
- Hình Cảnh Bảo Táp
- Ma Đạo Tranh Bá 2 (Diet Ma Hiệp Dạo)
- Ma Đạo Tranh Bá 3 (Duyên Kiếp Luân Hồi)